# Malthodes halabensis
Malthodes halabensis es una especie de coleóptero de la familia Cantharidae.

## Distribución geográfica
Habita en Siria.